# Streptomyces mobaraensis
Espèce
Synonymes
- Streptomyces ladakanum
(Hanka & al. 1966) Witt & Stackebrandt 1991[2],[3]
- Streptomyces mobaraensis
Nagatsu & Suzuki 1963
- Streptoverticillium ladakanum
corrig. Hanka & al. 1966 (Listes approuvées 1980)
- Streptoverticillium ladakanus
Hanka & al. 1966 (Listes approuvées 1980)
- Streptoverticillium mobaraense
(Nagatsu & Suzuki  1963) Locci & al. 1969 (Listes approuvées 1980)

Streptomyces mobaraensis est une espèce de bactérie sporulée du genre Streptomyces,. Streptomyces mobaraensis produit de la bléomycine, de la détoxine, de la piericidine A, de la piericidine B, du réticulol et de la transglutaminase,,,,,.
Streptomyces mobaraensis est utilisé dans l'industrie alimentaire pour produire de la transglutaminase pour texturer les produits à base de viande et de poisson.